# Pile alcaline
Pour les articles homonymes, voir Alcaline.
 (avril 2012).
Si vous disposez d'ouvrages ou d'articles de référence ou si vous connaissez des sites web de qualité traitant du thème abordé ici, merci de compléter l'article en donnant les références utiles à sa vérifiabilité et en les liant à la section « Notes et références ».
On appelle pile alcaline un type de pile électrique primaire dont l'électrolyte est alcalin.
Les modèles les plus courants sont la pile alcaline zinc-dioxyde de manganèse (Zn-MnO2), et la pile alcaline lithium-dioxyde de manganèse (Li-MnO2). La pile alcaline a remplacé la pile saline (dite Pile Leclanché) dans l'usage domestique.
La pile alcaline zinc-dioxyde de manganèse, que l'on appelle souvent pile alcaline par abus de langage, tire son nom du fait que ses deux électrodes, la négative en zinc et la positive en dioxyde de manganèse, sont plongées dans un électrolyte alcalin d'hydroxyde de potassium, par opposition à l'électrolyte acide de la pile saline (zinc-carbone) qui offre la même tension nominale et la même taille.
Les principaux formats sont les formats cylindriques (LR3, LR6, LR14, LR20) pour les piles zinc-dioxyde de manganèse, et les formats bouton pour les piles lithium-dioxyde de manganèse (par exemple, LR44).

## Historique
La pile alcaline a été développée par Lewis Urry avec l'aide Karl Kordesch et Paul A. Marsal dans les années 1950[réf. nécessaire], lorsqu'ils travaillaient à Union Carbide.

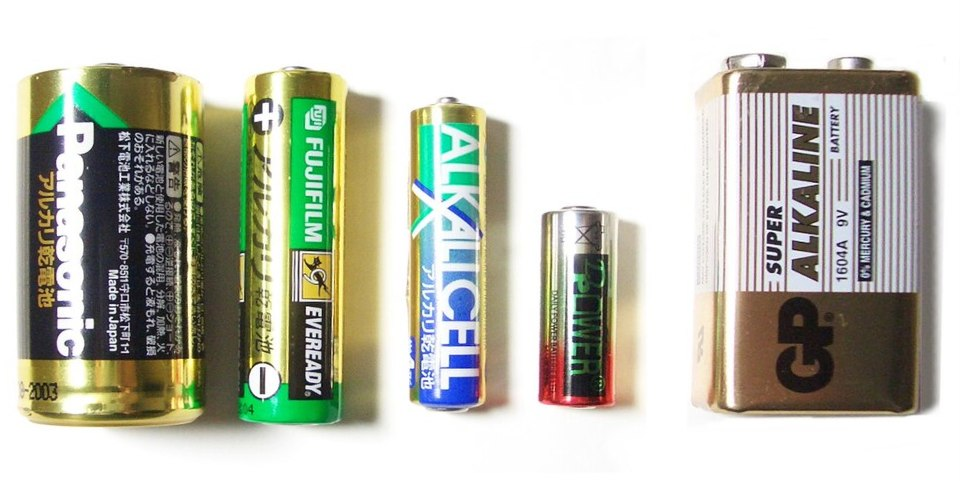
Exemples de piles alcalines

## Chimie
Dans une pile alcaline, l'anode (électrode négative) est constituée de poudre de zinc (offrant une surface de réaction plus grande et un flux d'électrons accru) et la  cathode (électrode positive) de dioxyde de manganèse.
Les piles alcalines classiques sont comparables aux piles zinc-carbone, mais la différence tient à ce que les piles alcalines utilisent de l'hydroxyde de potassium (KOH) comme  électrolyte au lieu du chlorure d'ammonium ou du chlorure de zinc. Pour un même modèle, les piles alcalines peuvent comparativement aux piles zinc-carbone ou chlorure de zinc, fournir un courant instantané plus important, elles permettent une plus longue durée de conservation, cependant leur capacité (ampères-heures) est comparable.
Les demi-réactions sont :
Zn (s) + 2HO− (aq) → ZnO (s) + H2O (l) + 2e−
MnO2 (s) + H2O (l) + e− → MnO(OH)(s) + HO− (aq)
La réaction totale est donc :
Zn (s) + 2MnO2 (s) + H2O (l) → 2MnO(OH)(s) + ZnO (s)

## Construction

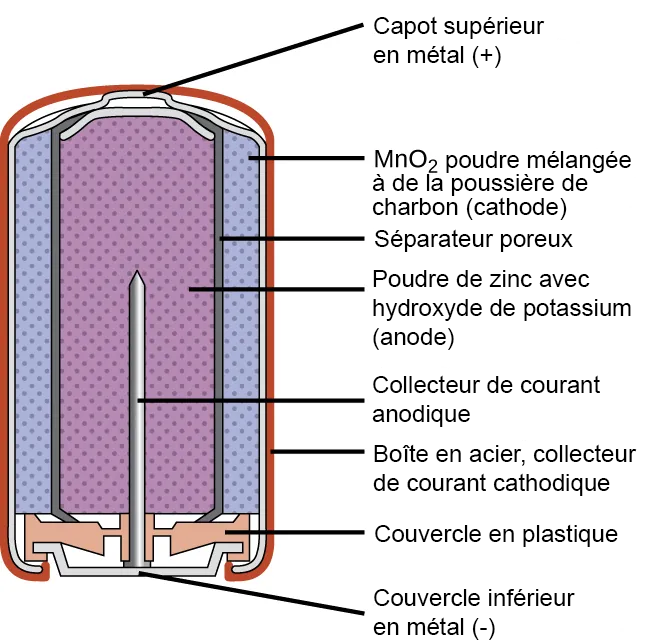
Schéma d'une pile alcaline

Les piles alcalines sont fabriquées sous forme de cylindres et de boutons assurant la compatibilité avec les piles zinc-carbone. Plusieurs unités cylindriques peuvent être raccordées en série, comme celles qu'on vend pour les flashes et les appareils à transistors alimentés en 9 V.
Une pile cylindrique est contenue dans un tube d'acier, qui sert de collecteur du courant de la cathode. Celle-ci est constituée d'un mélange d'une pâte de dioxyde de manganèse compressée additionnée de poudre de carbone pour améliorer la conductivité. Cette pâte peut être coulée dans le tube ou insérée sous forme d'anneaux pré-formés. Le trou central de la cathode est revêtu d'un séparateur (en) qui empêche le mélange des produits de l'anode et de la cathode et le court-circuit de l'élément de pile. Ce séparateur est constitué d'une couche de cellulose tissée ou de polymère synthétique. Il faut que le séparateur puisse laisser passer les ions et rester stable dans une solution électrolytique fortement alcaline. L'anode est constituée d'une dispersion de poudre de zinc dans un gel contenant l'électrolyte d'hydroxyde de potassium. Pour éviter la polarisation de la pile en fin de vie, on utilise plus de dioxyde de manganèse qu'il n'est nécessaire pour réagir avec la totalité du zinc.
Dans les types de piles bâtons standard "AAA", "AA", "C", "sub-C" et "D", l'anode correspond à l'extrémité plate tandis que la cathode est celle avec un bouton en relief. Ce bouton correspond à la capsule de métal revêtant l'extrémité du charbon central dans les piles "salines", mais il ne reflète guère la structure interne de la pile alcaline, dont la cathode est sur la périphérie, tandis que celle d'une pile saline est le charbon central.
La construction d'une pile alcaline est très consommatrice d'énergie : il faut environ 50 fois plus d’énergie pour fabriquer une pile alcaline que ce qu’elle fournira pendant toute sa durée de vie.

## Durée de vie
Par rapport à la pile Leclanché (appelée aussi pile saline zinc-carbone), dont la tension est également d'environ 1,5 volt par cellule, les piles alcalines ont une plus grande densité d'énergie et une durée de vie plus longue.
Sur des appareils très consommateurs, comme des appareils photo ou des télécommandes de jeu, elle peut être de quelques heures seulement. Sur des appareils faibles consommateurs, comme des horloges ou des télécommandes infra-rouge, elle peut être de deux à trois ans.
Contrairement à ce qui est indiqué les piles alcalines sont rechargeable jusqu'à une dizaine de fois, à condition de ne pas trop les décharger et d'utiliser un chargeur qui connait ce type de pile et la méthode pour les recharger correctement.

## Réutilisation des piles alcalines au dioxyde de manganèse
Des appareils, que l'on appelle les régénérateurs de piles alcalines, permettent de réutiliser les piles alcalines, au lieu de les jeter après un seul cycle de décharge. En effet, d'un point de vue électro-chimique, les couples redox à l'anode et à la cathode sont partiellement réversibles. Les réactions chimiques inverses sont possibles. La chute de tension de la pile, qui se produit naturellement lors de la décharge, peut être inversée par l'injection d'un courant, qui va favoriser la réaction inverse. Ce qui explique que les piles alcalines peuvent être réutilisées une dizaine de fois avec des circuits électroniques adaptés,.
Ceci est confirmé expérimentalement par un document du Centre de Recherche de la société Wonder (qui était un fabricant français de piles alcalines), la réversibilité est possible si on réunit des conditions précises :
- piles en bon état (pas de coulures/fuites/oxydation/date de péremption) et non déchargées en dessous de 1,25 V (au-delà des réactions chimiques internes empêchent la réversibilité) ;
- recharge limitée à 1,70 V / élément[6] ;
- courant de recharge limité (environ 50-80 mA pour une pile R6)[6].

Les fabricants, qui n'ont pas conçu les piles alcalines pour qu'elles soient réutilisables, recommandent de jeter les piles après un seul cycle de décharge. Ils mettent en avant des risques potentiels d'échauffement des piles, de fuite et d'explosion (due à la pression de dihydrogène gazeux libéré et à la mauvaise reconstitution de l'amalgame de zinc métallique). Néanmoins, des régénérateurs de piles alcalines existent et sont commercialisés.

## Fuites

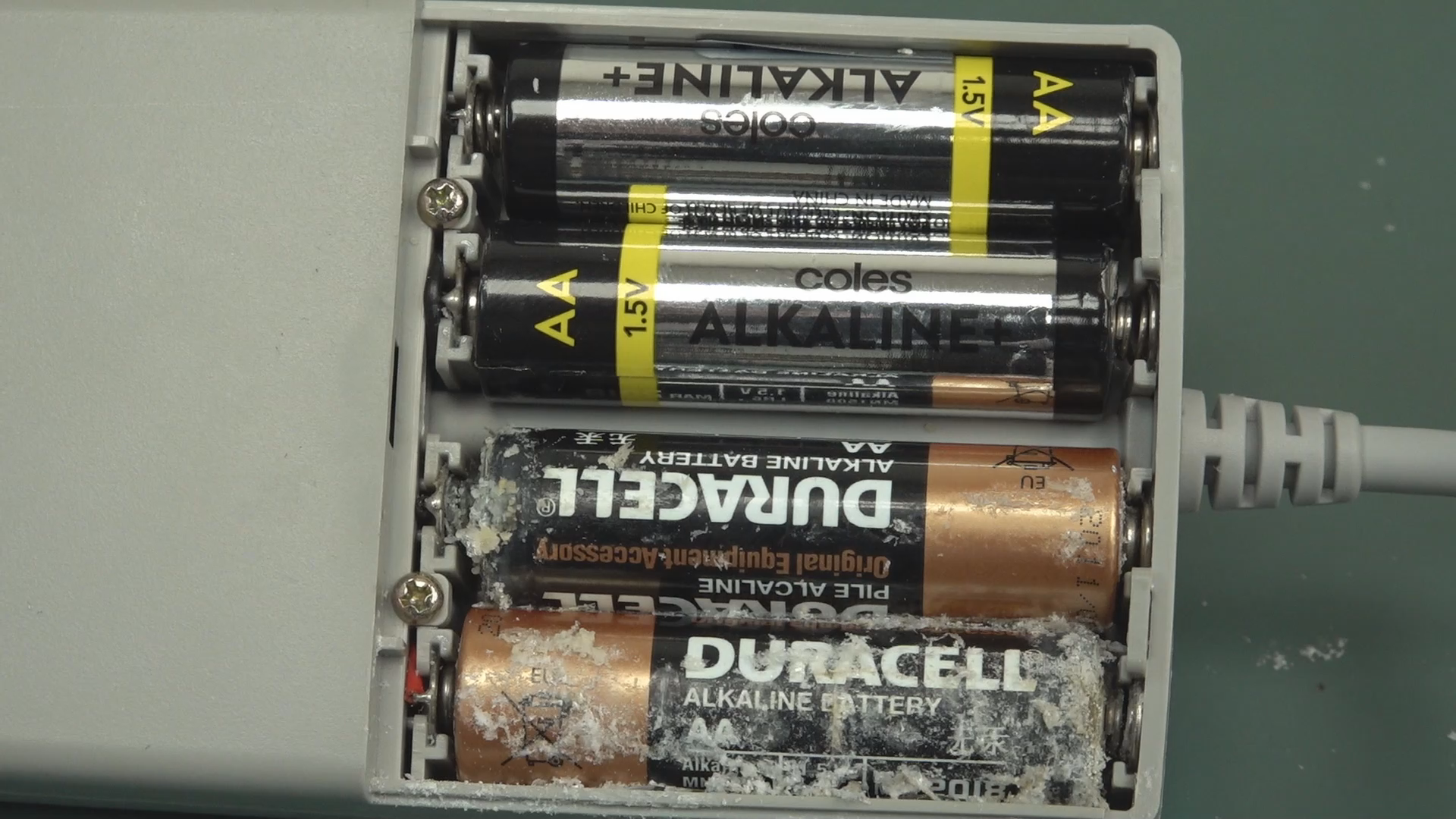
Fuite de piles alcaline dans un appareil.

Les piles alcalines sont parfois enclines aux fuites de leur électrolyte, ce qui peut être dangereux. En effet, l'hydroxyde de potassium est un produit corrosif et irritant pour les yeux et la peau. On peut réduire le risque de fuite en évitant de les recharger, ou de mélanger plusieurs types de piles différentes dans le même appareil, et en retirant les piles lorsque l'appareil reste longtemps inutilisé.
Toutes les piles se déchargent lentement d'elles-mêmes, qu'elles soient connectées à un appareil ou non. Les réactions chimiques internes se modifient lorsque la pile est presque vide, et de l'hydrogène est alors produit sous forme de gaz, ce qui augmente la pression dans l'enveloppe de la pile. Cette surpression peut alors rompre les joints aux bouts de la pile ou le tube de métal. Les piles vides finissent donc souvent par fuir.
L'hydroxyde de potassium contenu dans la pile réagit alors avec le dioxyde de carbone de l'air ambiant. Le produit de cette réaction est une structure cristalline de carbonate de potassium d'aspect duveteux qui se propage depuis la pile le long des électrodes et des pistes circuits électroniques, et en ronge le cuivre.